# مدينة النانرج (مسلسل)
زنوبيا والصمرقع أو مدينة النانرج هو مسلسل كوميدي سعودي عربي، صور بالأردن، قام بالتمثيل، نخبة من الممثلين عرض سنة 2015، من تأليف و إخراج كارو أراراد.

## قصة
تدور العمل في إطار كوميدي حول مدينتين بينهما صراع كبير يقع بينهما العديد من المشاكل، حيث يكون هناك إسقاط وإشارة إلى الاحداث التي تدور على الساحة العربية

## ممثلون
- أندريه سكاف
- ليلى السلمان
- عادل الفار
- سوسن ميخائيل
- ديانا رحمة
- مروة
- طلعت زكريا
- رهف الرحبي
- محمد خير الجراح
- مشاري البلام
- مصطفى هريدي
- أنور خليل